# Божоју (Долж)
Божоју (рум. Bojoiu) насеље је у Румунији у округу Долж у општини Робанешти. Oпштина се налази на надморској висини од 142 m.

## Становништво
Према подацима из 2002. године у насељу је живело 254 становника, од којих су сви румунске националности.